# MBC Plus
MBC Plus (hangul: MBC 플러스; 엠비씨플러스; rr: Embissipeulleoseu) é uma empresa de mídia sul-coreana que opera canais de televisão por assinatura. Foi fundada em 22 de setembro de 1993 e uma subsidiária da Munhwa Broadcasting Corporation (MBC).

## Canais

### Atual
| Logótipo | Canal         | Descrição | Fundação                         |
| -------- | ------------- | --- | -------------------------------- |
|          | MBC Dramanet  | Canal de drama e entretenimento, também conhecido como MBC Drama. Está disponível em provedores de cabo e satélite.              | 2 de abril de 2001 (23 anos)     |
|          | MBC Sports+   | Canal de esportes, anteriormente conhecido como MBC Sports Channel e MBC ESPN. Está disponível em provedores de cabo e satélite. | 4 de abril de 2001 (23 anos)     |
|          | MBC Every 1   | Canal de entretenimento, anteriormente conhecido como MBC Movies. Está disponível em provedores de cabo e satélite.              | 1 de fevereiro de 2003 (22 anos) |
|          | MBC M         | Canal de música, anteriormente conhecido como MBC Music. Está disponível em provedores de cabo e satélite.                       | 1 de fevereiro de 2012 (13 anos) |
|          | MBC Sports+ 2 | Canal de esportes. Está disponível em provedores de cabo e satélite.                                                             | 2016 (9 anos)                    |
|          | MBC On        | Canal de drama. Está disponível em provedores de cabo e satélite.                                                                | 2 de fevereiro de 2019 (6 anos)  |
|          | MBC Kids      | Canal de anime e infantil. Está disponível em provedores de cabo e satélite.                                                     | 2021 (4 anos)                    |

### Antigo
- MBCGame - esportes eletrônicos. Foi lançado em 2000 como LOOK TV, relançado em 2001 como um gembc. Foi fechado em 2012.
- MBC Life - canal documental para as culturas da vida. Foi lançado em 2005 e fechado em 2012.
- MBC QueeN - canal destinado a um público feminino. Foi lançado em 2013 e fechado em 2012.